# Барометрическая формула
Барометрическая формула — зависимость давления или плотности газа от высоты в поле силы тяжести в стационарных условиях.
Для идеального газа, имеющего постоянную температуру {\displaystyle T} и находящегося в однородном поле тяжести (во всех точках его объёма ускорение свободного падения {\displaystyle g} одинаково), барометрическая формула имеет следующий вид:
{\displaystyle p=p_{0}\exp \left[-Mg{\frac {h-h_{0}}{RT}}\right],}
где {\displaystyle p} — давление газа в слое, расположенном на высоте {\displaystyle h}, {\displaystyle p_{0}} — давление на нулевом уровне ({\displaystyle h=h_{0}}), {\displaystyle M} — молярная масса газа, {\displaystyle R} — универсальная газовая постоянная, {\displaystyle T} — абсолютная температура. Из барометрической формулы следует, что концентрация молекул {\displaystyle n} (или плотность газа) убывает с высотой по тому же закону:
{\displaystyle n=n_{0}\exp \left[-mg{\frac {h-h_{0}}{kT}}\right],}
где {\displaystyle m} — масса молекулы газа, {\displaystyle k} — постоянная Больцмана.
Барометрическая формула может быть получена из закона распределения молекул идеального газа по скоростям и координатам в потенциальном силовом поле (см. Статистика Максвелла — Больцмана). При этом должны выполняться три условия: стационарность, постоянство температуры газа с высотой и однородность силового поля. Аналогичные условия могут выполняться и для мельчайших твёрдых частичек, взвешенных в жидкости или газе. Основываясь на этом, французский физик Ж. Перрен в 1908 году применил барометрическую формулу к распределению по высоте частичек эмульсии, что позволило ему непосредственно определить значение постоянной Больцмана.
Барометрическая формула показывает, что плотность газа уменьшается с высотой по экспоненциальному закону. Величина {\displaystyle mg{\frac {h-h_{0}}{kT}}}, определяющая быстроту спада плотности, представляет собой отношение потенциальной энергии частиц к их средней кинетической энергии, пропорциональной {\displaystyle kT}. Чем выше температура {\displaystyle T}, тем медленнее убывает плотность с высотой. С другой стороны, возрастание силы тяжести {\displaystyle mg} (при неизменной температуре) приводит к значительно большему уплотнению нижних слоев и увеличению перепада (градиента) плотности. Действующая на частицы сила тяжести {\displaystyle mg} может изменяться за счёт двух величин: ускорения свободного падения {\displaystyle g} и массы частиц {\displaystyle m}.
Следовательно, в смеси газов, находящейся в поле тяжести, молекулы различной массы по-разному распределяются по высоте.
Реальное распределение давления и плотности воздуха в земной атмосфере не следует барометрической формуле, так как в пределах атмосферы температура меняется с высотой и во времени; ускорение свободного падения меняются с высотой и географической широтой. Кроме того, атмосферное давление увеличивается с концентрацией в атмосфере паров воды.
Барометрическая формула лежит в основе барометрического нивелирования — метода определения разности высот {\displaystyle \Delta h} между двумя точками по измеряемому в этих точках давлению ({\displaystyle p_{1}} и {\displaystyle p_{2}}). Поскольку атмосферное давление зависит от погоды, интервал времени между измерениями должен быть возможно меньшим, а пункты измерения располагаться не слишком далеко друг от друга. Барометрическая формула записывается в этом случае в виде:
{\displaystyle \Delta h=18400(1+at)\lg(p_{1}/p_{2}),} (в м)
где {\displaystyle t} — средняя температура (по шкале Цельсия) слоя воздуха между точками измерения, {\displaystyle a} — температурный коэффициент объёмного расширения воздуха (0,003665 при 0 °С). Погрешность при расчётах по этой формуле не превышает 0,1—0,5 % от измеряемой высоты. Более точна формула Лапласа, учитывающая влияние влажности воздуха и изменение ускорения свободного падения.